# Эккардштайн, Северин фон
Северин фон Эккардштайн (нем. Severin von Eckardstein; род. 1 августа 1978, Дюссельдорф) — немецкий пианист.
Учился в Дюссельдорфской Высшей школе музыки у Юлии Хехтль и Барбары Щепаньской, а также в Зальцбурге у Карла-Хайнца Кеммерлинга и в Берлине у Клауса Хельвига. В 1990 г. выиграл детский конкурс пианистов фирмы Стейнвей, в 1992 г. — общенациональный этап всегерманского конкурса «Юношество музицирует». Завоевывал премии и на взрослых конкурсах, вплоть до первой премии Международного конкурса имени Королевы Елизаветы (2003), в котором получил также приз за лучшее исполнение современной музыки. Широко концертирует по всему миру, пользуясь особенной популярностью в Нидерландах, где критика восторженно пишет о его звучании как о «сделанном то из стекла и стали, то из бархата и пуха». Записал альбомы музыки Александра Глазунова, Александра Скрябина, Николая Метнера.